# Бурханизм
Бурхани́зм (алт. буркан јаҥ; самоназвания:   Белая вера (алт. Ак jаҥ), Молочная вера (Сӱт јаҥ) и Алтайская вера (Алтай јаҥ)) — этническая религия алтайцев, зародившаяся в Горном Алтае в начале XX века. Термин «бурханизм» производен от тюрк. быркан («бог») либо уйг.-монг. burχa, бурхан. Исповедовавшие учение алтайцы называли бурханизм «белой», «молочной» верой, — в противопоставление шаманской «чёрной» и «кровавой» вере. Бурханисты восхваляли эпоху Ойратского ханства, которая представлялась как «золотой век» алтайцев и Джунгарии, и стремились возродить порядки тех времён. Бурханизм являлся в том числе ненасильственным национально-политическим движением. Идеи бурханистов легли в основу создания Каракорум-Алтайской окружной управы под председательством бурханиста, художника Г. И.  Гуркина, и позднее Ойротской автономной области. До 70 % алтайцев продолжают исповедовать «алтайскую веру» — бурханизм и другие народные духовные традиции.

## Понятие и причины возникновения
Как среди исследователей, так и в среде самих алтайцев сложились два основных взгляда на природу бурханизма.
Первый — бурханизм есть реформированный алтайский шаманизм как алтайский вариант общетюрского тенгрианства без какого-либо значимого влияния со стороны иных религий.
Второй — бурханизм представляет собой алтайскую форму буддизма, синтез алтайских народных традиций с элементами тибетско-монгольского буддизма (ламаизма). 
Причинами возникновения и успешного распространения бурханизма явились:
1. Земельный кризис на Алтае связанный с активным переселением русских крестьян из Европейской России в конце XIX — начале XX века.
2. Русификаторская политика российских властей.
3. Ослабление и кризис шаманизма, который стремительно терял сторонников под натиском православных миссионеров.
4. Усиленное распространение слухов на бывшей территории Джунгарского ханства о возвращении (перерождении) последнего правителя Амурсаны.

## История

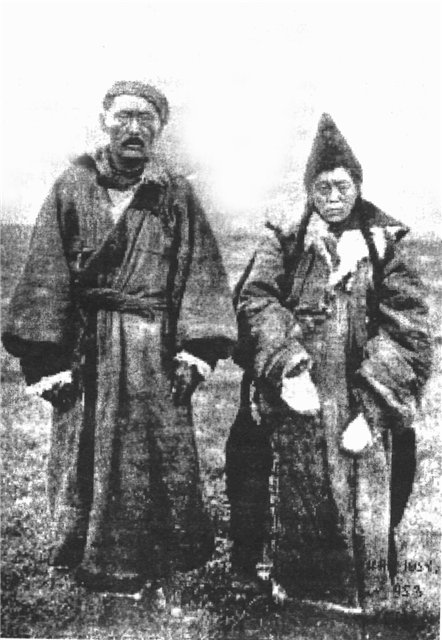
Чет Челпанов с женой Кул

По некоторым данным «официальным становлением бурханизма явились алтайские моления в долине Теренг» в Усть-Канском аймаке (ныне Усть-Канский район Республики Алтай) в 1904 году, связанные с ожиданием скорого прихода пророка Ойрот-хана — посланника Юч-Курбустана / Ак Бурхана. Первыми проповедниками бурханизма были Чет Челпанов и его приёмная дочь Чугул Сорокова. В 1906 году они с группой других бурханистов были привлечены к суду, но были оправданы.
По неофициальным данным истинными руководителями движения явились алтайские баи Манди и Аргымай Кульджины и знаток ламаизма ярлык Тырый Яшитов ("Ак-эмчи").

## Основы вероучения
В основе бурханизма лежали элементы исторических мифов, вера в грядущего мессию. Проповедники ак jан — ярлыкчи (или дьарлыкчы — «получившие ярлык (дьарлык) [от бога]») отвергали чёрных духов и контакты с обитателями подземного мира, поклонялись только «белым» покровителям и почитали верховное божество Юч-Курбустана, или Ак Бурхана (разные источники говорят об одном и том же, либо о двух разных персонажах).
Первое откровение, полученное бурханистами, выглядит в виде следующих заповедей:

— Я был и буду во веки веков, — говорил таинственный всадник.

— Я глава ойротов, что и объявляю вам, ибо время близко...

— Ты, Чет, человек грешный, а дочь твоя безгрешна. Через неё я возвещу всем алтайцам свои заповеди. Заповеди мои следующие:

— Табаку не курить, а если кто не может воздержаться от этой привычки, пусть к табаку подмешивает две части берёзовой коры.

— Убейте всех кошек и никогда впредь не пускайте их в свои юрты.

— Не рубите сырой лес.

— Не колите в пищу молодого скота.

— Не ешьте крови животных.

— При встрече говорите друг другу: “Jaкшы” (хорошо) и ничего нового не спрашивайте, как это делалось у вас раньше.

— Каждое утро и каждый вечер брызгайте вверх и на все четыре стороны молоко.

— Поставьте внутри юрты и у дверей, и в передней части юрты четыре берёзовых кадильницы и четыре берёзки.

— Жгите в кадильницах вереск.

— Не угощайте друг друга при встрече табаком, а вместо трубки давайте веточку вереска и говорите при этом: “Иакши”.

— Бубны камов (шаманов) сожгите, потому что они не от бога, а от Эрлика (т. е. сатаны).

— С христианами (с новокрещёнными алтайцами) из одной посуды не ешьте.

— Дружбы с русскими не водите и не зовите их “орус”, а зовите “чичке пут” (тонконогие).

— Высокая северная белая гора! Долго вы склоняли голову перед ней. Но настало время, когда белая гора нам больше не владыка.

— Когда-то все были подданные Ойрота, и теперь будем знать его одного.

— Будем смотреть на русских как на своих врагов. Скоро придёт им конец, земля не стерпит их, расступится, и они все провалятся под землю. Мы же будем смотреть на солнце и луну, как на своих братьев.

— Повесьте на берёзках ленты пяти разных цветов в знак существующих на земле пяти главных племён и пяти главных религий.

— Главное ваше знамя — белый и жёлтый цвет. Эти цвета носите на своих шапках.

— У кого есть русские деньги, расходуйте их скорее на покупку пороха, свинца и товара у русских же, а оставшиеся от покупки деньги принесите все ко мне.

— Не утаивайте от меня ни копейки: утаивший провалится вместе с русскими.

## Бурханизм сегодня

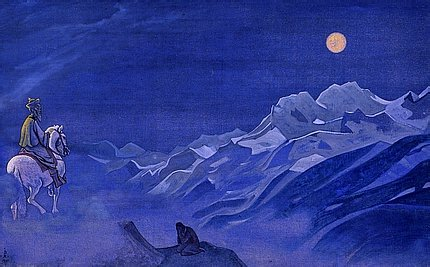
Картина Н. Рериха, «Ойрот — вестник Белого Бурхана» (1925).

В годы возрождения интереса к бурханизму он получил несколько интерпретаций.
Большинство деятелей рассматривает его как «Алтай-дьанг» (Алтайскую веру) — единую алтайскую традиционную политеистическую религию с её божествами и духами, в большей или меньшей степени очищенную от шаманизма. Таким образом,
современный, «возрождённый» бурханизм отошёл от радикализма бурханизма «старого» и представляет собою синтез бурханизма с остатками шаманизма и иных родо-племенных верований.
С 1996 года в Республике Алтай существовало прошаманистское движение «Агару Санг» (алт. Агару Саҥ). В конце 1990-х годов его бывшей участницей Д. М. Алексеевой было создано бурханистское общество «Ак Дьанг» (Белая Вера), его главой стал С. К. Кыныев («Акай»), объявивший, что в 1995 году ему явился Алтай Ээзе (Дух Алтая), с 2003 по 2006 год он представлял в Межконфессиональном совете Республики Алтай алтайскую традиционную веру, однако в связи с критикой нетрадиционности проповедуемой им обрядности был выведен из его состава. Позднее Алексеева создала собственный  Духовно-оздоровительный центр «Ак Санаа», а Кыныев в 2005 году — Духовный центр тюрков «Кин Алтай».
В 2004 году от общества «Ак Дьанг» отделилось объединение «Алтайская Вера Белая Вера», или «Дьангы Алтай» (алт. «Алтай-Jаҥ Ак Jаҥ» (Jаҥы Алтай)) В. Б. Чекурашева с элементами шаманизма и рерихианства.
Несколько позднее общества «Ак Дьанг» возникло объединение «Алтайская Вера» (алт. «Алтай Jаҥ»), основательница которого З. Т. Тырысова («Эне-Ыйык кам»), автор книг «Алтай jан — генофонд Алтая» и Алтай јаҥда эрдиҥ јаҥы ла учурлузы («В праве Алтая права и обязанности мужчины»), назвала себя воплощением солнечной богини плодородия Умай. Центральное место в этом обществе занимает поклонение Солнцу. С 2006 года Тырысова стала представлять в Межконфессиональном совете Республики Алтай алтайскую традиционную веру. Кроме того, Тырысова является инициатором госохраны сакральных мест алтайцев и учредителем в 2016 году Общественной экологической организации «Сакральный Алтай».
Бурханизм в качестве современного этапа развития алтайской политеистической религии и универсального мировоззрения (алт. айлаткыш) для всего человечества понимает Н. А. Шодоев, учитель географии, директор сельского музея, лидер движения «Ак Суус» и автор книг «Алтайский Билик — древние корни народной мудрости России» и «Основы алтайской философии». Он критикует понимание бурханизма в качестве буддизма. 
Монотеистическое понимание бурханизма характерно для сторонников тенгрианства. Таковы действующая с 1995 года «Школа экологии души „Тенгри“» Д. И. Мамыева и объединение с 2010 года «Тенгрианство — Небесная Вера» поэта В. А. Сата. Хакасский этнограф и пропагандист бурханизма в Хакасии В. Я. Бутанаев считает, что бурханизм есть древняя тюркская религия единобожия, близкая тенгрианству и отличающаяся от позднейших наслоений примитивного шаманизма. По его мнению, бурханизм в будущем будет иметь свою доктрину, храмы и жреческую организацию.
Ветвью бурханизма можно считать дуалистический «Круг преданных Аллат», в котором обожествляется одна из основательниц бурханизма Чугул Сорокова в качестве последнего по времени воплощения богини-матери. Эти идеи изложены в писании «Аллат» и книге И. Н. Попова «Метафизика абсолютного дуализма: оратория преодоления».
В основанной в 1991 году в Горно-Алтайске журналистом А. М. Санашкиным религиозной организации буддистов «Ак-Буркан» (Белый Бурхан) бурханизм интерпретировался как алтайская форма буддизма, как возвращение народа к своему буддийскому прошлому. Но, как отмечается, после 12 лет буддистской пропаганды на Алтае зарегистрировано всего три общины, причем регулярная религиозная жизнь теплится только в одной из них (данные 2003 года).
Сердцевиной современного бурханизма, как и прежде, являются активисты и сельские хранители веры, особенно на Юге Алтая, действующие вне каких-либо религиозных объединений. Таковы режиссёр национального театра А. В. Юданов и поэт Паслей Самык. В ряде сёл есть авторитетные лица, ответственные за проведение молений и сохранность святилищ. В долине Теренг, например, несколько раз в году совершаются бурханистские моления, руководит которыми местная жительница, ярлыкчи К. М. Кыпчакова.

### Авторы-бурханисты
- Бутанаев В. Я. Бурханизм тюрков Саяно-Алтая. — Абакан: Изд-во ХГУ им. Н. Ф. Катанова, 2003. — 260 с. — 1000 экз. — ISBN 5-7810-0226-X.
- Попов И. Н. Метафизика абсолютного дуализма: оратория преодоления. — Барнаул: Азбука, 2010. — 290 с. — 200 экз. — ISBN 978-5-93957-396-2.
- Тырысова З. Т. Алтай Jаҥ — генофонд Алтая. — Горно-Алтайск, 2009. — 455 с.
- Тырысова З. Т. Ургÿлjикти учугы — Алтай Jаҥ (Нить вечности — Алтай Jан) (неопр.). — Горно-Алтайск, 2008. — 450 с.
- Шодоев Н. А. Алтайская народная педагогика. Билик воспитания личности и обретения смысла жизни. Пособие по духовному самообразованию. — Барнаул: Алтайский Дом Печати, 2011. — 268 с. — 800 экз.
- Шодоев Н. А. Основы алтайской философии. — Бийск, 2010. — 207 с.
- Шодоев Н. А., Курчаков Р. С. Алтайский Билик — древние корни народной мудрости России. — Казань: Центр инновационных технологий, 2003.